# Isaac Humphries
Isaac Bradley Humphries (ur. 5 stycznia 1998 w Sydney) – australijski koszykarz, występujący na pozycjach silnego skrzydłowego lub środkowego, reprezentant kraju, obecnie zawodnik Adelaide 36ers.
24 września 2019 zawarł umowę z Orlando Magic, a 19 października opuścił klub.
16 lipca 2020 został zawodnikiem australijskiego Adelaide 36ers.

## Osiągnięcia
Stan na 16 lipca 2020, na podstawie, o ile nie zaznaczono inaczej.

### NCAA
- Uczestnik rozgrywek:
  - Elite 8 turnieju NCAA (2017)
  - turnieju NCAA (2016, 2017)
- Mistrz:
  - turnieju konferencji Southeastern (SEC – 2016, 2017)
  - sezonu regularnego SEC (2016, 2017)
- Zaliczony do:
  - I składu:
  - SEC Academic Honor Roll (2017)
  - SEC First-Year Academic Honor Roll (2016)

### Drużynowe
- Wicemistrz Serbii (2018)

### Indywidualne
- Debiutant roku NBL (2018)
- Zaliczony do I składu turnieju NBA D-League Showcase (2019)

### Reprezentacja
Seniorów
- Zwycięzca kwalifikacji do mistrzostw Azji (2017)
- Uczestnik kwalifikacji do mistrzostw świata (2019)

Młodzieżowe
- Mistrz Oceanii U–16 (2013)
- Wicemistrz świata U–17 (2014)
- Zaliczony do I składu mistrzostwa świata U–17 (2014)